# Wehrmacht (zespół muzyczny)
Wehrmacht – amerykańska grupa muzyczna wykonująca thrash metal z wpływami speed metalu. Ponadto często muzykę grupy określano jako speed core lub beer core, ze względu na zamiłowanie muzyków do piwa, co miało swój wyraz w warstwie tekstowej.
Wehrmacht powstał w 1985 w Portland w stanie Oregon w USA. Grupa w niezmienionych składzie funkcjonowała do 1989 roku, kiedy to przyjęła nazwę Macht, pod którą zrealizowała materiał demo pt. Vice Grip. Ostatecznie grupę rozwiązano około 1990 roku.

## Dyskografia
- 1985 Blow You Away (Demo)
- 1985 Rehearsal '85 (Demo)
- 1986 Beermacht (Demo)
- 1986 Death Punk (Demo)
- 1986 Live at Pine St. Theatre (Demo)
- 1987 Shark Attack (LP)
- 1989 Biermacht (LP)
- 1990 Vice Grip (Demo) jako Macht
- 2009 Hardcore Classix! (Best of/Compilation)
- 2010 Viva Sharko! (Boxed set)
- 2010 Fast as a Shark Attack (EP)